# Заслужені професори Харківського університету
Список Заслужених професорів Харківського університету.

## Процедура
Звання «Заслужений професор Харківського національного університету імені В. Н. Каразіна» присуджується докторам наук, які мають звання професора і не менше двадцяти п'яти років працюють за основною посадою в університеті у сфері науково-педагогічної діяльності, з яких не менше десяти років на посаді професора, які підготували не менше п'яти фахівців вищої кваліфікації, в тому числі і докторів наук, є авторами (співавторами) мінімум одного підручника або навчального посібника за рекомендацією Вченої ради університету, однієї монографії та понад п'ятдесяти наукових статей у фахових та міжнародних реферованих виданнях, здійснюють керівництво науково-дослідними роботами, проектами, грантами і зробили вагомий внесок у розвиток науки та вищої освіти.
Кандидатів висувають Вчені ради структурних підрозділів Ученому секретарю університету щорічно, як правило, до 15 грудня поточного року.
Нагородна комісія, створена за наказом ректора університету, розглядає кандидатури та після проведеної експертизи надає ректору узагальнені пропозиції про присвоєння почесного звання претендентам. Кандидат вноситься на розгляд Вченої ради університету, якщо він отримав просту більшість голосів.
Рішення про присвоєння почесного звання ухвалює Вчена рада, як правило, один раз на рік до чергової річниці від дня заснування університету таємним голосуванням. Кандидату присвоюється почесне звання, якщо за нього проголосували не менш ніж дві третини присутніх на засіданні ради.
Набувачу звання Заслужений професор Харківського університету вручається диплом установленого зразка, нагрудний знак, а його ім'я вносять до «Книги заслужених професорів, викладачів, та наукових співробітників Харківського університету», яку зберігають у музеї історії університету.

## Список
Станом на 25.01.2025
Список складений в алфавітному порядку з можливістю сортування.
Список складений згідно з даними офіційного вебсайту Вченої ради Харківського національного університету імені В. Н. Каразіна.
| ім'я                                  | коротко про особу                                |
| ------------------------------------- | ------------------------------------------------ |
| Адаменко Ігор Миколайович             | фізик                                            |
| Азарєнков Микола Олексійович          | фізик                                            |
| Александров Валентин Вікторович       | хімік                                            |
| Бабич Володимир Петрович              | економіст                                        |
| Бакіров Віль Савбанович               | соціолог                                         |
| Бережной Юрій Анатолійович            | фізик                                            |
| Вовк Руслан Володимирович             | фізик                                            |
| Гандель Юрій Володимирович            | математик                                        |
| Голіков Артур Павлович                | вчений у галузі міжнародних економічних відносин |
| Голубєва Зинаїда Сергіївна            | літературознавець                                |
| Горобець Микола Миколайович           | радіофізик                                       |
| Догадіна Тетяна Василівна             | біолог                                           |
| Дусавицький Олександр Костянтинович   | психолог                                         |
| Дюбко Станіслав Пилипович             | радіофізик                                       |
| Залюбовський Ілля Іванович            | фізик                                            |
| Зарицький Петро Васильович            | геолог                                           |
| Кадєєв Володимир Іванович             | історик                                          |
| Калашник Володимир Семенович          | мовознавець                                      |
| Каліман Павло Авксентійович           | біохімік                                         |
| Карпенко Іван Васильович              | філософ                                          |
| Катрич Віктор Олександрович           | радіофізик                                       |
| Колчигін Микола Миколайович           | радіофізик                                       |
| Кондратенко Анатолій Миколайович      | фізик                                            |
| Коробов Валерій Іванович              | математик                                        |
| Куць Олексій Маркович                 | політолог                                        |
| Лаврушин Володимир Федорович          | хімік                                            |
| Левицький Іван Юрійович               | географ                                          |
| Литвиненко Леонід Миколайович         | радіофізик                                       |
| Мамалуй Олександр Олександрович       | філософ                                          |
| Милославський Володимир Костянтинович | фізик                                            |
| Мігаль Борис Кирилович                | історик                                          |
| Мчедлов-Петросян Микола Отарович      | хімік                                            |
| Некос Володимир Юхимович              | географ, еколог                                  |
| Нечепоренко Лідія Сергіївна           | педагог                                          |
| Нємець Костянтин Аркадійович          | географ                                          |
| Нємець Людмила Миколаївна             | географ                                          |
| Оболенський Михайло Олександрович     | фізик                                            |
| Орлов Валерій Дмитрович               | хімік                                            |
| Посохов Сергій Іванович               | історик                                          |
| Рибалка Іван Клементійович            | історик                                          |
| Сазонов Микола Іванович               | політолог                                        |
| Сіренко Анатолій Федотович            | фізик                                            |
| Сорочан Сергій Борисович              | історик                                          |
| Тарапов Іван Євгенович                | механік                                          |
| Тімашов Микола Дормидонтович          | біолог                                           |
| Хворостов Євген Дмитрович             | хірург                                           |
| Холін Юрій Валентинович               | хімік                                            |
| Черваньов Ігор Григорович             | географ                                          |
| Чорногор Леонід Феоктистович          | радіофізик                                       |
| Шахбазов Валерій Гайович              | біолог                                           |
| Шестопалова Надія Григорівна          | біолог                                           |
| Шкляревський Ігор Миколайович         | фізик                                            |
| Шматько Олександр Олександрович       | радіофізик                                       |
| Шрамко Борис Андрійович               | археолог                                         |
| Шульга Сергій Миколайович             | радіофізик                                       |
| Шуменко Станіслав Іванович            | геолог                                           |
| Яковенко Володимир Мефодійович        | радіофізик                                       |
| Якуба Олена Олександрівна             | соціолог                                         |